# Золушка 3: Злые чары
«Золушка 3: Злые чары» (англ. Cinderella III: A Twist in Time, дословный перевод — «Золушка 3: Поворот во времени») — полнометражный анимационный фильм студии «DisneyToon Studios», вышедший сразу на DVD 6 февраля 2007 года. По оценке MPAA он получил рейтинг G (нет возрастных ограничений).

## Сюжет
Золушка и принц отмечают годовщину своей свадьбы, и добрая фея вместе с Жаком и Гасом, друзьями-мышатами Золушки, устраивают для них праздничный пикник в лесу. Во время празднования фея нечаянно теряет свою волшебную палочку, и палочка попадает в руки леди Тремейн. Она и её дочери решают отомстить Золушке. С помощью волшебной палочки мачеха возвращает время к тому моменту, когда герцог искал по всему королевству девушку, которая потеряла туфельку на балу. Благодаря волшебной палочке туфелька подошла Анастасии. Когда приходит Золушка, оказывается, что уже поздно — Анастасия и герцог поехали в замок.
Золушка решает отправиться туда же, потому что принц помнит, с кем он танцевал. Но мачеха успевает заколдовать принца, и теперь он думает, что танцевал с Анастасией. Золушка находит принца, но он её уже не помнит. Она узнаёт о том, что у мачехи есть волшебная палочка, и решает её украсть, но терпит неудачу. Мачеха приказывает стражникам посадить Золушку на корабль, который отплывает сегодня же. Мыши находят принца и говорят ему, что мачеха загипнотизировала его и что на самом деле он любит Золушку.
Принц пытается успеть к отплытию корабля. Золушка возвращается и начинает готовиться к венчанию, но мачеха проникает в комнату Золушки, солгав, будто она согласна, чтобы принц на ней женился, и превращает Анастасию в двойника Золушки. Леди Тремейн приказывает Люциферу позаботиться о том, чтобы Золушка уже никогда не смогла вернуться в замок. Начинается венчание, и Золушке, разделавшейся с предательским котом Люцифером, удаётся бежать и успеть до начала свадьбы. Леди Тремейн и Дризеллу превращают в жаб, а Анастасия возвращается в прежнее состояние. Появляется добрая фея и возвращает себе палочку, а Золушка и принц женятся снова.

## Роли озвучивали
- Дженнифер Хейл — Золушка (речь)
- Тэми Тэппен[3][4] — Золушка (вокал)
- Кристофер Дэниэл Барнс — принц (в титрах как «К. Д. Барнс»)
- Сюзан Блэйксли — леди Тремейн
- Тресс Макнилл — Анастасия Тремейн (речь)
- Лесли Маргерита[3] — Анастасия Тремейн (вокал)
- Расси Тейлор — фея-крёстная/Дризелла Тремейн
- Андрэ Стойка — король
- Холланд Тейлор — Пруденс
- Роб Полсен — Жак/великий герцог
- Кори Бёртон — Гас
- Фрэнк Уэлкер — Люцифер

Источники:

## Создание
Стратегия Disney по выпуску сиквелов своих классических анимационных фильмов в формате direct-to-video набирала популярность. «Золушка 3: Злые чары» стала вторым сиквелом «Золушки» после «Золушки 2: Мечты сбываются». Несмотря на негативные отзывы критиков на «Мечты сбываются», лента стали хитом продаж на домашнем видео, что побудило Disney сделать третью часть. Если «Мечты сбываются» представлял собой фильм-антологию, состоящий из трёх отдельных эпизодов отменённого мультсериала «Золушка», «Злые чары» сосредотачивались на одной сюжетной линии. Режиссёром «Злых чар» выступил Фрэнк Ниссен, ранее работавший над картиной «Винни и Слонотоп». Disney предложила ему сделать «фильм про Золушку» в 2004 году после окончания производства «Винни и Слонотопа». Ниссен не пугала ответственность за режиссуру столь почитаемого диснеевского фильма, как «Золушка». Вместо этого он считал эту ответственность пугающей, но захватывающей задачей, из которой надеялся извлечь урок. Он несколько раз пересматривал фильм Уолта Диснея 1950 года, чтобы получить сюжетное и художественное вдохновение.
Сценарий «Злых чар» написали Дэн Берендсен, Маргарет Хэйденри, Коллин Вентимилья и Эдди Гузелиан Начиная с «Золушки» 1950-х годов, Анастасия всегда изображалась как сводная сестра Золушки, которая была чуть менее неприятной. Сценаристы вдохновились стремительным перевоспитанием Анастасии в «Мечты сбываются» и расширили побочную сюжетную линию фильма 2002 года о том, как Анастасия становится более симпатичной, сложной героиней. Они решили продолжить развитие её персонажа вместо Дризеллы. Арка персонажа Анастасии была единственным повторяющимся мотивом, заимствованным из второй части Золушки, хотя любовник Анастасии из «Мечты сбываются» Бейкер появляется в эпизодической роли во время финальных титров.
Несмотря на некоторый опыт работы с анимацией, сам Ниссен очень мало занимался анимацией. Вместо этого он занимался раскадровками и иногда переделывал сложные сцены. При создании сцен путешествия во времени некоторые моменты из оригинальной картины перерисовали. Ниссен объяснил, что было непросто использовать оригинальные сцены из-за достижений в технологии анимации, таких как соотношение сторон, формат кадра и цифровое затенение. После того как многие члены создателей оригинала скончались или ушли на пенсию в начале производства «Злых чар», Ниссен зашёл в исследовательскую библиотеку анимации Disney за вдохновением. Режиссёр описывал леди Тремейн как наиболее анатомически реалистичную героиню. Он пытался оставить её не мультяшную внешность, чтобы передать её злую угрожающую натуру.